# チナンデガ
チナンデガ(スペイン語：Chinandega / tʃinanˈdeɣa)は、ニカラグアのチナンデガ県の県都。

## 地理

チナンデガ県の位置

### 位置
首都マナグアから北西に約134km、ホンジュラスとの国境まで約72km、太平洋まで約20kmの位置にある。

### 気候
サバナ気候(Aw)に含まれる。

### 人口
2015年の人口は11万719人で、国内5位。
- 1971年4月20日：2万9922人
- 1995年4月25日：9万7387人
- 2005年5月28日：9万5614人
- 2015年6月30日：11万719人

## 歴史
植民地時代は小さな村だった。
- 1836年3月15日、町に昇格した。
- 1839年9月2日、市に昇格した。
- 1858年、チナンデガ県の県都になった。

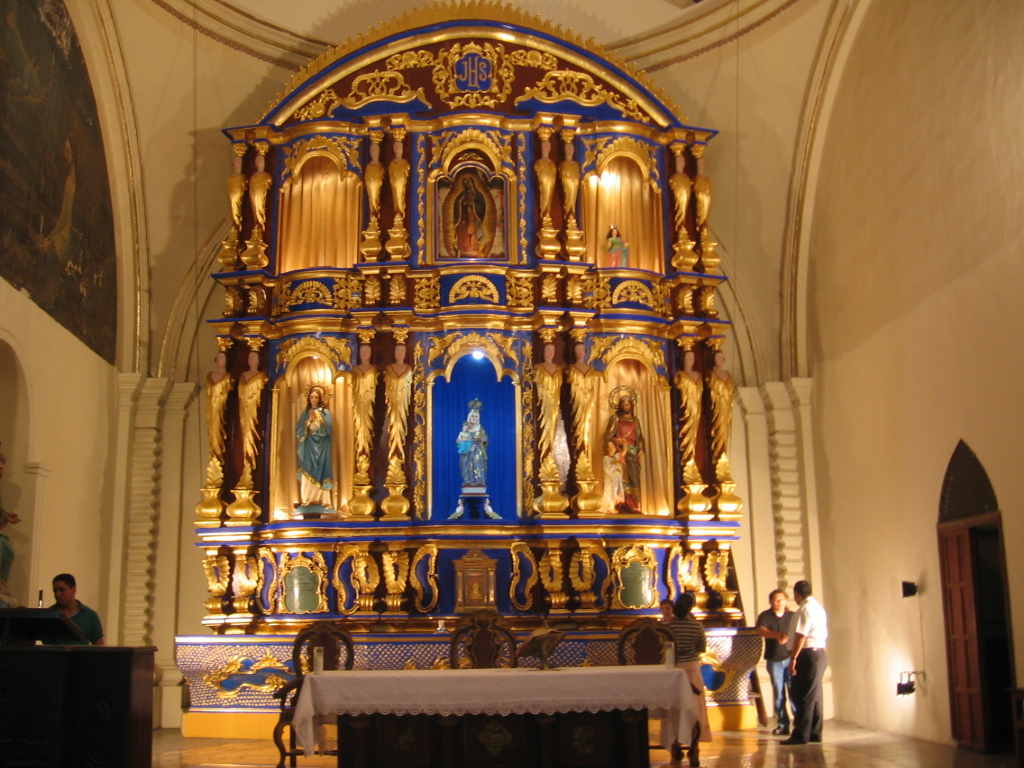
聖母サンタ アナ コロニアル教会

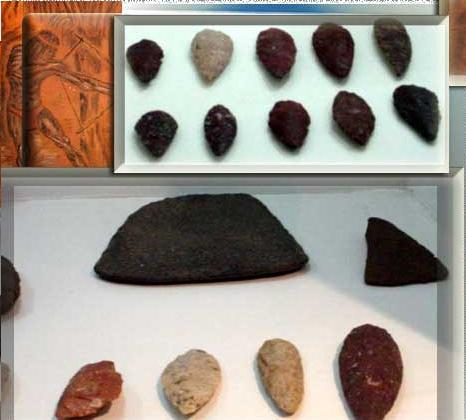
Piezas Arqueológicas, Museo Municipal de Chinandega

- 1998年11月1日、ハリケーン・ミッチによって洪水が発生し、数千人が家を失った。

## 経済

### 第一次産業

#### 農業
- 小麦粉
- 砂糖黍
- サラダ油
- ピーナッツ

#### 漁業
- 海老

### 第二次産業

#### 醸造業
- 蒸留酒

## 交通

### 道路

#### 高速道路
- パンアメリカンハイウェイ

## 文化・名物

### スポーツ

#### 野球
- ティグレス・デル・チナンデガ（LBPN）

#### サッカー
- チナンデガFC（英語版）
- VCPチナンデガ（英語版）

## 出身関連著名人

### 出身著名人
- ビセンテ・パディーヤ（野球選手）- 元福岡ソフトバンクホークス。現ティグレス・デル・チナンデガ監督。